# FK 펠리스테르
FK 펠리스테르(마케도니아어: ФК Пeлистер, FK Pelister)는 비톨라를 연고로 하는 북마케도니아의 축구 클럽이다. 현재는 북마케도니아 1부 리그에 참가하고 있다.

## 성적
- 북마케도니아 2부 리그 우승 2회 (2005-06, 2011-12)
- 북마케도니아컵 우승 2회 (2000-01, 2016-17), 준우승 2회 (1992-93, 1993-94)

## 선수 명단

### 현역
참고: FIFA 자격 규정에 따라 소속된 국가대표팀 국기를 표시합니다. 선수는 복수의 FIFA 비회원국 국적을 가지고 있을 수 있습니다.
| 번호 | 포지션 | 국적 | 이름              |
| ---- | ------ | ---- | ----------------- |
| 9    | FW     |      | 마사아키 다카하라 |

| 번호 | 포지션 | 국적 | 이름 |
| ---- | ------ | ---- | ---- |

## 역대 감독
| 감독          | 임기   |
| ------------- | ------ |
| 보반 바분스키 | 2023 ~ |

틀:FK 펠리스테르 선수 명단